# Косерија
Косерија (итал. Cosseria) је насеље у Италији у округу Савона, региону Лигурија.
Према процени из 2011. у насељу је живело 278 становника. Насеље се налази на надморској висини од 530 м.

## Становништво
| 1936. | 1951. | 1961. | 1971. | 1981. | 1991. | 2001. | 2011. |
| ----- | ----- | ----- | ----- | ----- | ----- | ----- | ----- |
| 1.071 | 1.201 | 1.076 | 971   | 897   | 974   | 1.034 | 1.080 |